# Karel Borgmans
Pour les articles homonymes, voir Borgmans.
Karel Borgmans, né le 9 novembre 1929 à Beerse (Province d'Anvers), est un coureur cycliste belge. Il est professionnel de 1953 à 1962.

## Palmarès
- 1951
  - Tour du Limbourg amateurs :
    - Classement général
    - 1re étape
- 1952
  - 2e et 4e étapes du Tour de Belgique indépendants
  - 2e du Tour de Belgique indépendants
  - 2e du Circuit de la Meuse
- 1953
  - 3e d'Anvers-Liège-Anvers
- 1954
  - 1re étape du Tour des Pays-Bas
  - 2ea étape des Trois Jours d'Anvers
- 1955
  - 2e du Tour du Brabant
- 1957
  - Kessel-Lier

## Résultats sur les grands tours

### Tour d'Italie
- 1955 : abandon
- 1956 : abandon